# Spiegelbreedbektiran
De spiegelbreedbektiran (Tolmomyias assimilis) is een zangvogel uit de familie Tyrannidae (tirannen).

## Verspreiding en leefgebied
Deze soort komt voor in het Amazonegebied en telt acht ondersoorten:
- T. a. neglectus: oostelijk Colombia, zuidelijk Venezuela en noordwestelijk Brazilië.
- T. a. examinatus: zuidoostelijk Venezuela, de Guyana's en noordelijk-centraal Brazilië.
- T. a. obscuriceps: zuidoostelijk Colombia en noordoostelijk Peru.
- T. a. clarus: centraal Peru.
- T. a. assimilis: zuidelijk-centraal Brazilië tot de Rio Canumã/Rio Sucunduri in het oosten.
- T. a. sucunduri: zuidelijk-centraal Brazilië tussen de Rio Canumã/Rio Sucunduri en de Rio Tapajós .
- T. a. paraensis: noordoostelijk Brazilië.
- T. a. calamae: noordelijk Bolivia en zuidwestelijk Brazilië.

## Status
De grootte van de populatie is niet gekwantificeerd maar de soort wordt omschreven als vrij algemeen. Op de Rode lijst van de IUCN heeft deze soort de status niet bedreigd.